# Nateln (Welver)
Nateln ist ein Ortsteil der Gemeinde Welver im Kreis Soest (Nordrhein-Westfalen).
Der Ort wurde 1167 als Nordhaldun erwähnt. Das Reihendorf lag zwischen der Ahse und einem bewaldeten Waldrücken. Schutz vor feindlichen Übergriffen boten der Rittersitz Haus Nateln und zwei befestigte Herrensitze, das Nigge Hus und „der Tempel“. Das Haus Nateln ist noch heute erhalten und befindet sich in Privatbesitz. Eine Lindenallee führt zu dem eineinhalbgeschossigen Fachwerkgebäude, das teilweise umgräftet ist. Die Gewerkschaft Aurora II bohrte 1899 im Ort nach Kohle und fand in etwa 220 m Tiefe eine Salzquelle, die allerdings ungenutzt blieb. Über 57.000 Liter Sole ergossen sich stündlich in die Ahse. Die Quelle wurde 1967 mit Beton verschlossen. Den Ortsmittelpunkt bildet ein Ensemble aus Kriegerdenkmal, Ruhebank und der Ortstafel mit einer Beschreibung der Geschichte der Ortsnamen von Nateln und seinen Ortsteilen. Nateln wurde am 1. Juli 1969 mit anderen Dörfern zur neuen Gemeinde Welver zusammengeschlossen.

## Nateler Ortsteile
Neben dem Kernort Nateln gehören zu Nateln die folgenden ehemaligen Bauerschaften:
- Berksen
- Hacheney
- Hündlingsen

## Vereine
Das gesellschaftliche Leben ist überwiegend durch Vereine geprägt
- Der Schützenverein Dinker-Nateln-Dorfwelver
- Die Freiwillige Feuerwehr Welver, Löschgruppe Nateln
- Der Männergesangsverein Friedrich-Wilhelm von 1848.